# Fitero
Fitero est une ville et une commune de la communauté forale de Navarre (Espagne).
Elle est située dans la zone non bascophone de la province et à 104,3 km de sa capitale, Pampelune. Le castillan est la seule langue officielle alors que le basque n’a pas de statut officiel.

## Localités limitrophes
Corella au nord; Tudela et Cintruénigo à l'est et au sud; Cervera del Río Alhama (La Rioja) à l'ouest.

## Économie
- Station thermale de Baños de Fitero : complexe thermal d'origine romaine

## Démographie
| Évolution démographique                                | Évolution démographique | Évolution démographique | Évolution démographique | Évolution démographique | Évolution démographique | Évolution démographique | Évolution démographique | Évolution démographique | Évolution démographique | Évolution démographique |
| 1996                                                   | 1998                    | 1999                    | 2000                    | 2001                    | 2002                    | 2003                    | 2004                    | 2005                    | 2006                    | 2007                    |
| ------------------------------------------------------ | ----------------------- | ----------------------- | ----------------------- | ----------------------- | ----------------------- | ----------------------- | ----------------------- | ----------------------- | ----------------------- | ----------------------- |
| 2 083                                                  | 2 034                   | 2 034                   | 1 960                   | 1 997                   | 2 192                   | 2 234                   | 2 213                   | 2 222                   | 2 257                   | 2 224                   |
| Sources: Fitero et instituto de estadística de navarra |                         |                         |                         |                         |                         |                         |                         |                         |                         |                         |

## Personnages célèbres
- María Bayo[2] (soprano).

## Légendes
Écrites par Gustavo Adolfo Bécquer, publiées dans son recueil Leyendas :
- El Miserere (es) (1862)
- La Cueva de la Mora (1865)

### Sources
- (es) Cet article est partiellement ou en totalité issu de l’article de Wikipédia en espagnol intitulé « Fitero » (voir la liste des auteurs).